# Milionia leucomelas
Milionia leucomelas là một loài bướm đêm trong họ Geometridae.